# 埼玉県庁
埼玉県庁（さいたまけんちょう）は、地方公共団体である埼玉県の行政機関。

## 概要
庁舎は、さいたま市浦和区高砂に置いている。当初、埼玉県庁は埼玉郡岩槻町（現在のさいたま市岩槻区）に置かれる予定であったが、県庁としての業務を行える建築物がなかったため、北足立郡浦和宿の旧浦和県庁舎が使われた。1876年（明治9年）に現在の埼玉県が成立し、1890年（明治23年）9月25日に勅令により浦和町が県庁所在地となった。
また、埼玉県庁の出先機関として、地域振興センターを県内の9つの地域に設けている。

## 歴史
- 1869年（明治2年）9月29日 - 浦和県が発足し、現在地に浦和県庁が置かれる。
- 1871年（明治4年）11月14日 - 埼玉県発足（埼玉郡・足立郡・葛飾郡）。翌月、旧浦和県庁舎に埼玉県庁を置く。
- 1876年（明治9年）8月21日 - 旧入間県の地域が旧埼玉県と合併し、現在の埼玉県が成立。
- 1890年（明治23年）9月25日 - 浦和町を県庁所在地とする勅令を公布。
- 1955年（昭和30年）10月 - 県庁本庁舎（現:第一庁舎）が全面完成。4期に分けて建築された。
- 1974年（昭和49年）3月 - 県庁第二庁舎が完成。
- 1983年（昭和58年） - 現在の県議会議事堂が完成。
- 1992年（平成4年）11月14日 - 埼玉県の愛称として「彩の国」を採用。

## 主な組織
ここでは、主要部局を記載し、下部組織については一部のみ記載する。右にある[表示]をクリックすると以下に一覧表示が展開される。
- 知事
  - 副知事
    - 知事直轄：秘書課、統括参事、報道長
    - 総務部
    - 企画財政部
    - 県民生活部
    - 危機管理防災部
      - 防災航空隊

    - 環境部
    - 福祉部
    - 保健医療部
    - 産業労働部
    - 農林部
    - 県土整備部
    - 都市整備部
    - 会計管理者

  - 企業局
  - 下水道局
  - 議会事務局
  - 教育局（教育委員会）事務局
  - 公安委員会
    - 警察本部

  - 選挙管理委員会
  - 監査委員
  - 人事委員会
  - 労働委員会
  - 収用委員会
  - 内水面漁場管理委員会

## 主な出先機関

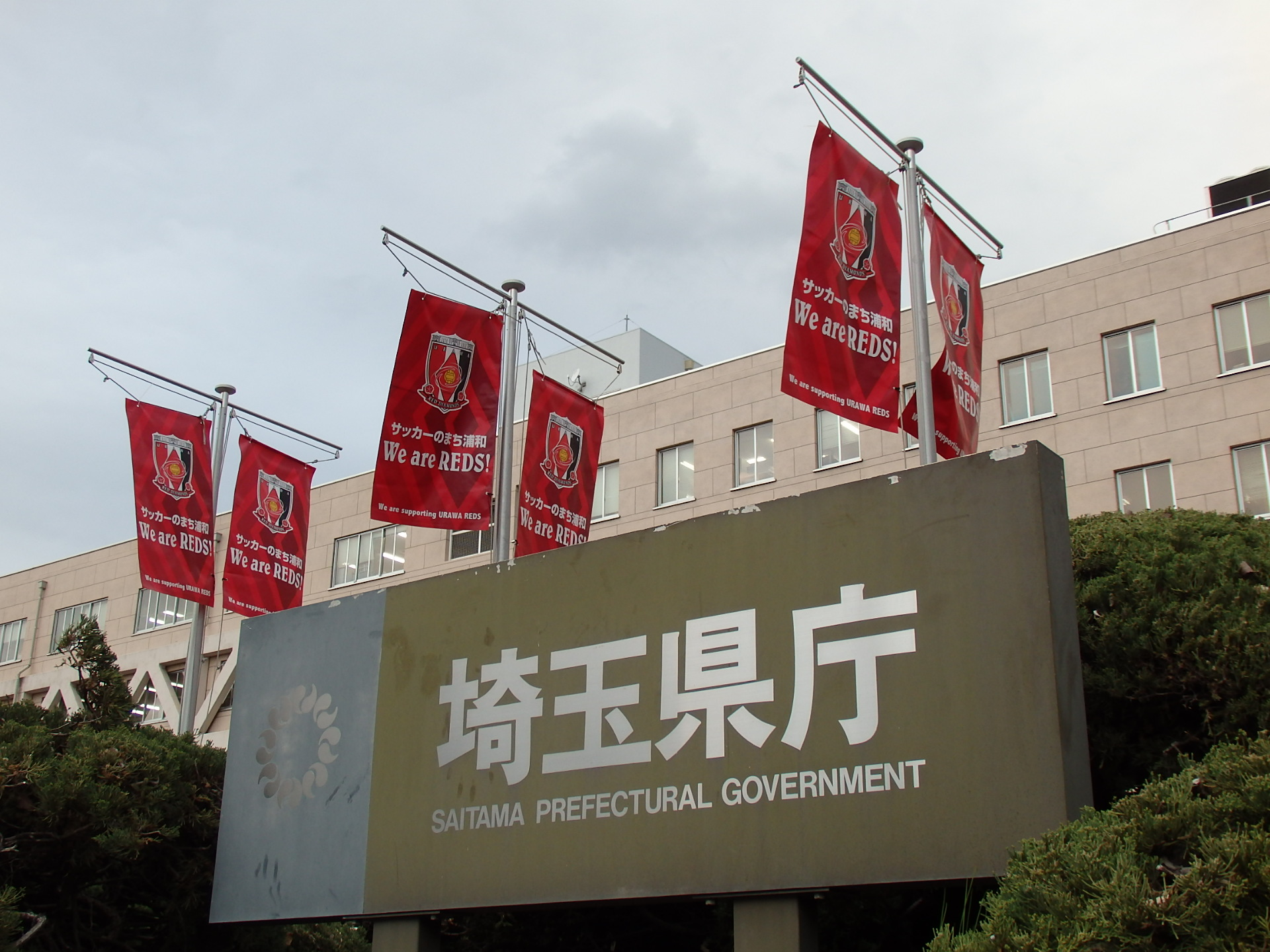
埼玉県庁標識

- 地域振興センター：南部（川口市）、南西部（朝霞市）、東部（春日部市）、県央（上尾市）、川越比企（川越市）、西部（所沢市）、利根（行田市）、北部（熊谷市）、秩父（秩父市）
- 県営競技事務所（西武園競輪場・大宮競輪場の経営事務）
- 県税事務所：さいたま、川口、朝霞、川越、飯能、所沢、東松山、秩父、本庄、熊谷、行田、春日部、越谷、上尾
- 農林振興センター：さいたま、川越、東松山、秩父、本庄、大里、加須、春日部
- 県福祉事務所：東部（春日部市）、西部（坂戸市）、北部（本庄市）、秩父（秩父市）
- 保健所：川口、朝霞、春日部、草加、鴻巣、東松山、坂戸、狭山、加須、幸手、熊谷、本庄、秩父
- 県土整備事務所：さいたま、朝霞、川越、北本、飯能、東松山、秩父、本庄、熊谷、行田、越谷、杉戸

## 不祥事

### 職員による不祥事
- 2019年10月13日 - 県県民生活部長（59歳）が、10月13日、各地で被害を出した台風19号の災害対策本部会議に出席して退庁した後、東京都北区内で飲酒。帰宅しようと自転車に乗っていた際にバランスを崩し、王子警察署員に職務質問された。県に報告せず、同15～19日、災害対応に当たっていた県知事の代行としてオーストラリアを訪問した。王子警察署からの連絡で発覚し、県は10月21日付で男性部長を部長職から更迭した[2]。

## その他

### ドキュメンタリー
- BS1スペシャル「ワクチン接種 自治体の叫び〜埼玉 対策チームの4か月〜」（2021年6月26日、NHK BS1）[3]